# Parentia
Parentia är ett släkte av tvåvingar. Parentia ingår i familjen styltflugor.

## Bildgalleri

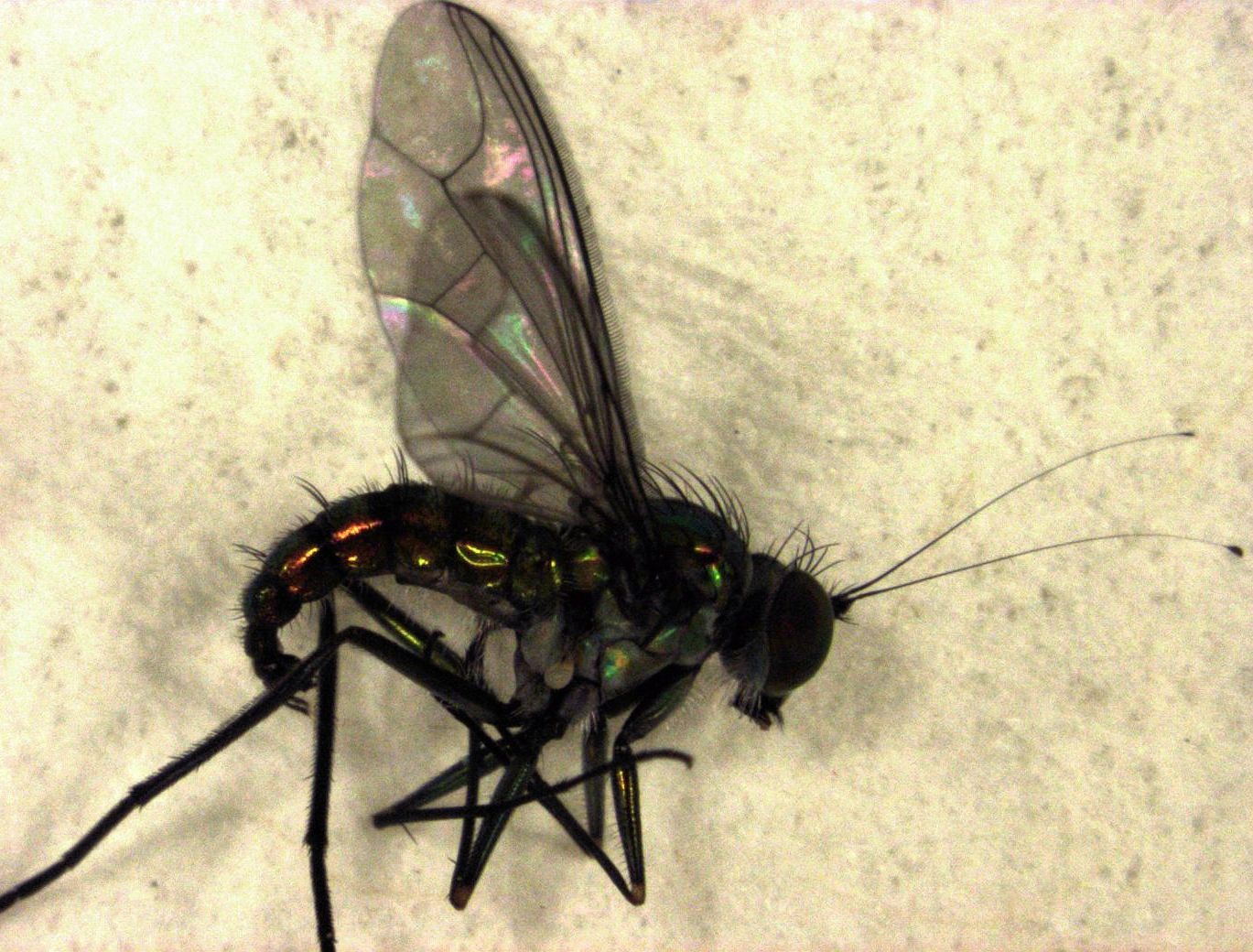

## Dottertaxa tillParentia, i alfabetisk ordning[1]
- Parentia agama
- Parentia anomalicosta
- Parentia aotearoa
- Parentia argenticauda
- Parentia argentifrons
- Parentia asymmetrica
- Parentia backyama
- Parentia barbarae
- Parentia bourail
- Parentia bourgoni
- Parentia cagiae
- Parentia caldyanup
- Parentia calignosa
- Parentia cardaleae
- Parentia caudisetae
- Parentia chaineyi
- Parentia chathamensis
- Parentia cilifoliata
- Parentia defecta
- Parentia dichaeta
- Parentia dispar
- Parentia do
- Parentia dongara
- Parentia dubia
- Parentia fuscata
- Parentia gladicauda
- Parentia griseicollis
- Parentia hollowayi
- Parentia huttoni
- Parentia incomitata
- Parentia insularis
- Parentia johnsi
- Parentia kelseyi
- Parentia kiwarrak
- Parentia lamellata
- Parentia lydiae
- Parentia lyra
- Parentia magniseta
- Parentia malitiosa
- Parentia milleri
- Parentia mobilis
- Parentia modesta
- Parentia nigropilosa
- Parentia nudicosta
- Parentia occidentalis
- Parentia october
- Parentia orientalis
- Parentia ouenguip
- Parentia paniensis
- Parentia pernodensis
- Parentia perthensis
- Parentia pukakiensis
- Parentia recticosta
- Parentia royallensis
- Parentia sarramea
- Parentia schlingeri
- Parentia solaris
- Parentia stenurus
- Parentia subnigra
- Parentia substenurus
- Parentia timothyei
- Parentia tinda
- Parentia titirangi
- Parentia tonnoiri
- Parentia tricenta
- Parentia tricolor
- Parentia varifemorata
- Parentia webbi
- Parentia whirinaki
- Parentia villana
- Parentia vulgaris
- Parentia yarragil
- Parentia yeatesi
- Parentia yunensis